# Кетувим
Кетувим (биб. хебр.  — „писања“) или Списи је трећи део старозаветне хебрејске Библије и чине га:
- Псалми,
- Књига о Јову,
- Приче Соломонове,
- Прва и Друга књига дневника,
- Јездрина и Немијина књига,
- Књига о Рути,
- Песма над песмама,
- Књига проповедникова,
- Плач Јеремијин,
- Књига о Јестири,
- Књига пророка Данила.